# Otwayia sabina
Otwayia sabina är en tvåvingeart som beskrevs av Richards 1973. Otwayia sabina ingår i släktet Otwayia och familjen hoppflugor. Inga underarter finns listade i Catalogue of Life.